# Fernando Méndez (futbolista)
Fernando Ambrosio Méndez Chiquelli (Caleta Olivia, Provincia de Santa Cruz, Argentina, 4 de noviembre de 1984) es un exfutbolista argentino. Jugaba de centrocampista. Actualmente actúa como representante de futbolistas patagónicos para Argentina y el resto de la Patagonia.

## Trayectoria
Debuta en el profesionalismo con el equipo de Quilmes de Argentina. El año 2010 juega por el equipo Club de Deportes Antofagasta, el año 2011 firma contrato con Club de Deportes Cobreloa por la temporada 2011, una lesión y la falta de continuidad lo hacen salir del cuadro al terminar el Torneo Apertura chileno y retornar a un "viejo conocido" como el Club Boca Río Gallegos en el sur argentino. 

## Clubes
| Club                         | País      | Año       |
| ---------------------------- | --------- | --------- |
| Quilmes                      | Argentina | 2004      |
| Atlético Rafaela             | Argentina | 2004-2005 |
| Club Almagro                 | Argentina | 2005-2006 |
| Ben Hur                      | Argentina | 2006      |
| Sportivo Belgrano            | Argentina | 2007      |
| Douglas Haig                 | Argentina | 2008      |
| 9 de Julio                   | Argentina | 2008-2009 |
| Boca Río Gallegos            | Argentina | 2009      |
| Deportes Antofagasta         | Chile     | 2010      |
| Cobreloa                     | Chile     | 2011      |
| Boca Río Gallegos            | Argentina | 2011      |
| Deportes Concepción          | Chile     | 2012      |
| San Marcos de Arica          | Chile     | 2012      |
| Naval de Talcahuano          | Chile     | 2013      |
| CAI                          | Argentina | 2013-2014 |
| Jorge Newbery (C. Rivadavia) | Argentina | 2014      |
| Cuautla AC                   | México    | 2015      |
| Club San José                | Bolivia   | 2015-2016 |
| Juventud Antoniana           | Argentina | 2016-2017 |

## Palmarés

### Campeonatos nacionales
| Título    | Club                | País  | Año  |
| --------- | ------------------- | ----- | ---- |
| Primera B | San Marcos de Arica | Chile | 2012 |